# Igor Cavalera
Igor Graziano Cavalera (Belo Horizonte, 4. rujna 1970.) je brazilski glazbenik, najpoznatiji kao 
suosnivač i bivši bubnjar thrash metal sastava Sepultura. Mlađi je brat Maxa Cavalere, s kojim trenutačno svira u sastavu Cavalera Conspiracy.

## Životopis
Igor Cavalera je zajedno s bratom Maxom 1984. godine osnovao sastav Sepultura, a prvi studijski album Morbid Visions objavljuju 1986. U sastavu je ostao do 2006., te snimio ukupno deset studijskih albuma. S bratom Maxom je 2007. osnovao sastav Cavalera Conspiracy, čime su surađivali po prvi put nakon što je Max 1996. napustio Sepulturu. Cavalera je također i DJ, te je sa svojom ženom Laimom Leyton dio DJ dua Mixhell.
Od 2006. počeo je svoje ime zapisivati kao "Iggor". Iako je rekao da za to nema posebnog razloga, vjerojatno se odlučio na to da bi se izbjegle zabune zbog njegovog istoimenog nećaka, koji je također bubnjar, te je nastupao s Cavalera Conspiracyjem.

## Diskografija

### Studijski albumi

#### Sepultura
- Morbid Visions (1986.)
- Schizophrenia (1987.)
- Beneath the Remains (1989.)
- Arise (1991.)
- Chaos A.D. (1993.)
- Roots (1996.)
- Against (1998.)
- Nation (2001.)
- Roorback (2003.)
- Dante XXI (2006.)

#### Cavalera Conspiracy
- Inflikted (2008.)